# Чемпионат России по плаванию на открытой воде 2009
Чемпионат России по плаванию на открытой воде 2009 года прошёл с 24 по 30 июня в Анапе, Краснодарский край.
Чемпионат являлся отборочным на чемпионат мира в Риме. Соревнования на первой дистанции — 5 км у мужчин и женщин — были перенесены на следующий день из-за срыва буя и нарушения разметки дистанции.

## Призёры

### Мужчины

#### 5 км с раздельным стартом
Евгений Дратцев (Московская область — Ярославская область) — 55.16,73

 Владимир Дятчин (Московская область — Липецкая область) — 56.03,32

 Артём Подьяков (Московская область — Липецкая область) — 56.24,66

#### 10 км
Евгений Дратцев (Московская область — Ярославская область) — 1:44.34,00

 Сергей Большаков (Московская область — Удмуртия) — 1:44.35,30

 Владимир Дятчин (Московская область — Липецкая область) — 1:44.38,50

#### 16 км
Даниил Серебренников (Волгоградская область) — 3:13.57,50

 Владимир Дятчин (Московская область — Липецкая область) — 3:13.57,50

 Иван Афаневич (ХМАО — Югра) — 3:23.50

### Женщины

#### 5 км с раздельным стартом
Екатерина Селивёрстова (Москва) — 1:00.01,29

 Екатерина Жданова (Архангельская область) — 1:02.05,80

 Анна Гусева (Москва) — 1:02.14,50

#### 10 км
Екатерина Селивёрстова (Москва) — 1:55.00,18

 Анна Уварова (Архангельская область) — 1:55.01,59

 Ксения Попова (Московская область — Липецкая область) — 1:55.03,84

#### 16 км
Анна Уварова (Архангельская область) — 3:42.54,37

 Наталья Панкина (Липецкая область) — 3:43.00,80

 Елизавета Горшкова (Москва-1) — 3:43.03,46

### Смешанные соревнования

#### 3 км в группе
Волгоградская область (Руслан Мандров, Жуков, Анфиса Книжникова) — 38.29,48

 Ярославская область (Олег Баранов, Фёдоров, Ксения Лаврентьева) — 38.42,95

 Липецкая область (Иван Гончаров, Иван Пономарев, Анастасия Крапивина) — 39.04,28